# Seznam jüanských císařů
Jüanští císaři stáli v čele říše Jüan, státu existujícího v letech 1271–1368 na území dnešní Číny, Mongolska a přilehlých oblastí Sibiře. Vznikla transformací říše velikého chána, to jest východní části mongolské říše. Zakladatelem říše Jüan byl Chubilaj, který se roku 1260 se na mongolsko-čínském pomezí prohlásil velikým chánem. Svůj stát spravoval do značné míry s využitím tradičních čínských postupů, už roku 1260 vyhlásil podle vzoru čínských vládců éru vlády (Čung-tchung, 中統, „sjednocení Číny“), od roku 1371 nesla říše název „Velká Jüan“ (Ta Jüan, 元朝, „Velký počátek“). Za konec říše Jüan je tradičně pokládán rok 1368, kdy armády čínské říše Ming vyhnaly jüanského císaře Togon Temüra z Číny. Togon Temür ani jeho nástupci se nevzdali císařského titulu ani nároku na vládu nad Čínou, nicméně od roku 1368 jsou označováni za vládce dynastie severní Jüan.
Jüanští císaři sídlili v Chánbalyku (čínsky Ta-tu, dnešní Peking), letním hlavním městem říše bylo Šang-tu, necelých 300 km severně od Pekingu.
Chubilaj ustavil říši Jüan jako absolutní monarchii, ale jeho nástupci neudrželi moc ve svých rukou. Často se střídající císaři podléhali vlivu dvorských frakcí a rozhodující moc přešla do rukou vysokých úředníků mongolského původu, především kancléřů ústředního sekretariátu.
Po přijetí císařského titulu a vyhlášení říše Jüan Chubilaj udělil zpětně císařské tituly předešlým vládcům mongolské říše. Obdařeni byli zakladatel mongolské říše Čingischán, správce říše po Čingischánově smrti a Chubilajův otec Toluj a tři následující velicí chánové – Ögedej, Güjük a Möngke.

## Císaři dynastie Jüan
Podle čínské tradice císař po smrti obdržel čestné posmrtné jméno. Dalším jménem udělovaným posmrtně bylo chrámové jméno, určené k použití při obřadech v chrámu předků dynastie. Vzhledem k opakování stejných chrámových a posmrtných jmen pro císaře různých dynastií se v případě nutnosti používá jméno dynastie jako rozlišovač.
Éra vlády je název kratšího či delšího období vlády, shrnující základní směr státní politiky. Jüanští císaři vyhlašovali po dobu své vlády jednu, či více ér.
| Jméno       | Portrét                  | Narození Úmrtí | Posmrtný titul (mongolský) | Vláda                      | Éra vlády                                                                                            | Posmrtné jméno (čínské)                                | Chrámové jméno (čínské) |
| ----------- | ------------------------ | -------------- | -------------------------- | -------------------------- | --- | ------------------------------------------------------ | ----------------------- |
| Chubilaj    | Portrét císaře Chubilaje | 1215–1294      | Sečen-chán                 | 1271–1294                  | Čung-tchung (中統, 1260–1264), Č'-jüan (至元, 1264–1294)                                             | Šeng-te šen-kung wen-wu chuang-ti 聖德神功文武皇帝     | Š'-cu 世祖              |
| Temür       |                          | 1265–1307      | Öldžejtü-chán              | 1294–1307                  | Jüan-čen (元貞, 1295–1297), Ta-te (大德, 1297–1307)                                                  | Čchin-ming kuang-siao chuang-ti 钦明广孝皇帝           | Čcheng-cung 成宗        |
| Chajsan     |                          | 1281–1311      | Külüg-chán                 | 1307–1311                  | Č'-ta (至大, 1308–1311)                                                                              | Žen-chuej süan-siao chuang-ti 仁惠宣孝皇帝             | Wu-cung 武宗            |
| Ajurbarwada |                          | 1285–1320      | Bujantu-chán               | 1311–1320                  | Chuang-čching (皇慶, 1312–1313) Jen-jou (延祐, 1314–1320)                                            | Šeng-wen čchin-siao chuang-ti 聖文欽孝皇帝             | Žen-cung 仁宗           |
| Šidebala    |                          | 1303–1323      | Gegeen-chán                | 1320–1323                  | Č'-č' (至治, 1321–1323)                                                                              | Žuej-šeng wen-siao chuang-ti 睿聖文孝皇帝              | Jing-cung 英宗          |
| Jesün Temür |                          | 1293–1328      |                            | 1323–1328                  | Tchaj-ting (泰定, 1324–1328) Č'-che (致和, 1328)                                                     | –                                                      | Ťin-cung 晉宗           |
| Ragibag     |                          | 1320–1328      |                            | 1328                       | Tchien-šun (1328, 天順)                                                                              | –                                                      | –                       |
| Tug Temür   |                          | 1304–1332      | Džajaatu-chán              | 1328–1329, 1329–1332       | Tchien-li (天曆, 1329–1330) Č'-šun (至順, 1330–1332)                                                 | Šeng-ming jüan-siao chuang-ti 聖明元孝皇帝             | Wen-cung 文宗           |
| Chošila     |                          | 1300–1329      | Chutugtu-chán              | 1329                       | – | I-sien ťing-siao chuang-ti 翼獻景孝皇帝                | Ming-cung 明宗          |
| Rinčinbal   |                          | 1326–1332      |                            | 1332                       | Č'-šun (至順, 1332)                                                                                  | Čchung-šeng s'-siao chuang-ti 冲聖嗣孝皇帝             | Ning-cung 寧宗          |
| Togon Temür |                          | 1320–1370      | Uchagantu-chán             | 1333–1370 (v Číně do 1368) | Č’-šun (至順) 1333, Jüan-tchung (元統) 1333–1335, Č’-jüan (至元) 1335–1340, Č’-čeng (至正) 1341–1370 | Süan-žen pchu-siao chuang-ti 宣仁普孝皇帝, Šun-ti 順帝 | Chuej-cung 惠宗         |